# Keith Copeland
Pour les articles homonymes, voir Copeland.
Keith Copeland, né le 18 avril 1946 à New York et mort le 14 février 2015 à Francfort en Allemagne, est un batteur de jazz américain. Il est le fils du trompettiste Ray Copeland.

## Biographie
Natif de New York, le jeune Keith tente de suivre l'enseignement de son père trompettiste, mais choisit finalement de s'orienter vers les percussions. Dans ses jeunes années, il intègre le groupe de Barry Harris. Plus tard, il rejoint les Heath Brothers. Mais son style déplaît à Percy Heath, ce qui conduit Copeland à quitter le groupe. Dès 1986, il travaille fréquemment aux côtés de Hank Jones.
En tant que leader au sein de son propre groupe de jazz, Keith Copeland a enregistré cinq albums : On Target, The Irish Connection, Round Trip, Live in Limerick et Postcard From Vancouver.
Au cours de sa carrière de batteur, Keith Copeland a été amené à travailler aux côtés de Sam Jones, Billy Taylor, Johnny Griffin, Stevie Wonder, Rory Stuart et George Russell. 
En 1975, un poste d'enseignant de musique au Berklee College de Boston lui est proposé, fonction qu'il garde jusqu'en 1978. Fort de cette première expérience, il enseigne le jazz à l'Université Rutgers dans le New Jersey, au Queens College, à l'Université de Long Island et à The New School de New York, dans le courant des années 1980 et jusque dans la première moitié des années 1990. En 1992, il s'installe en Allemagne, ayant accepté un poste d'enseignant de jazz à la Hochschule für Musik de Cologne. 
Résidant à Francfort-sur-le-Main, Keith Copeland décède le 14 février 2015 à l'âge de 68 ans.

## Discographie non exhaustive

### En tant que leader
- 1993 : On Target (label Jazz Mania)
- 1996 : Irish Connection (SteepleChase)
- 1997 : Round Trip (SteepleChase)
- 1998 : Postcard From Vancouver (Jazz Focus)
- 2007 : Second Take